# Lucius Cossonius Gallus
Pour les articles homonymes, voir Gallus.
 (juin 2016).
Lucius Cossonius Gallus (fl. c. 117-c. 119) est un homme politique de l'Empire romain.

## Carrière
Il est légat en Gaule autour de 117 et consul suffect autour de 119.